# George Mwanza
George Mwanza   (c. 1994) és un polític, activista juvenil i emprenedor zambià.
El 2021, va ser elegit l'alcalde de Chipata a l'edat de 27 anys. Així doncs, va esdevenir el batlle més jove de tot el país. De fet, una de les seves prioritats com a governant és la participació política del jovent. També ha reivindicat els beneficis que aportaria l'assistència sanitària universal a Zàmbia. Durant el seu mandat, la ciutat va agermanar-se amb l'alemanya Dormagen.
A banda, és el vicepresident de la Xarxa de Governs Locals i Ciutats Unides d'Alcaldes Electes a l'Àfrica del Sud, concretament a la regió de la Comunitat pel Desenvolupament de l’Àfrica del Sud. Forma part de la comissió planificadora de la Commonwealth dedicada a l'urbanisme i el medi ambient, juntament amb la també jove Mandisa Mthimkhulu.
El 2023, l'organització One Young World va nominar-lo al Premi al Polític de l'Any.